# Церква Святого Франциска Ассізького

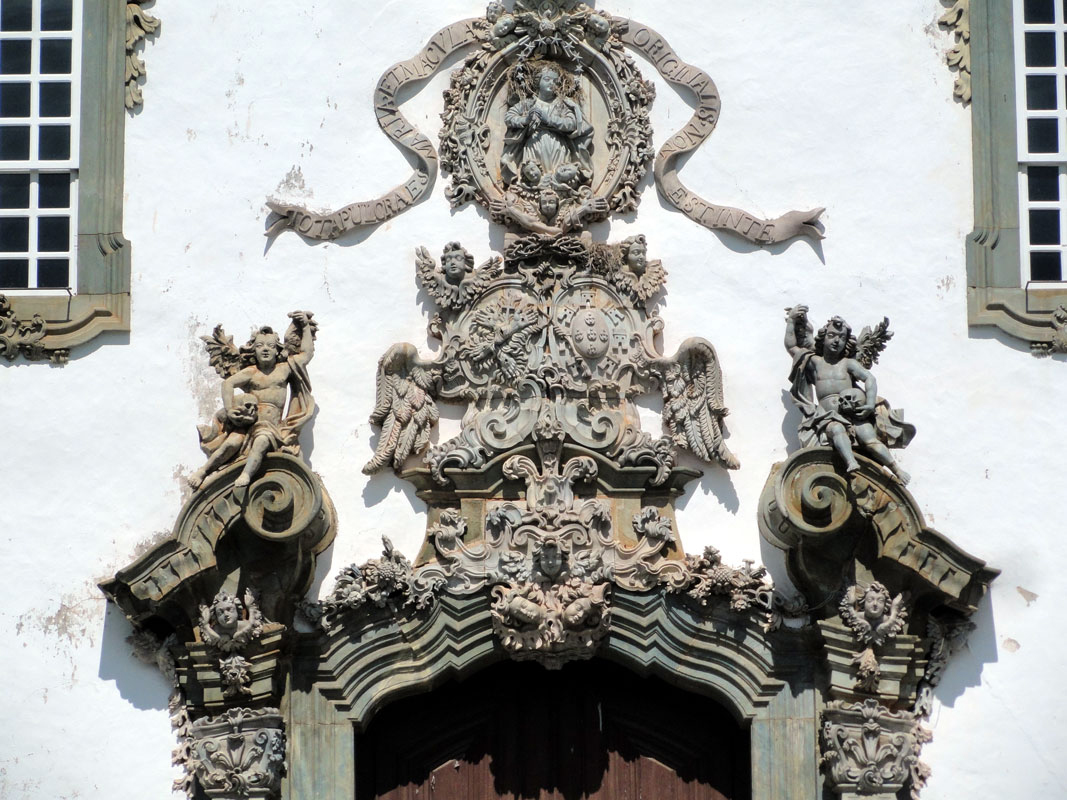
Фронтиспис з мильного каменю над головним входом до церкви

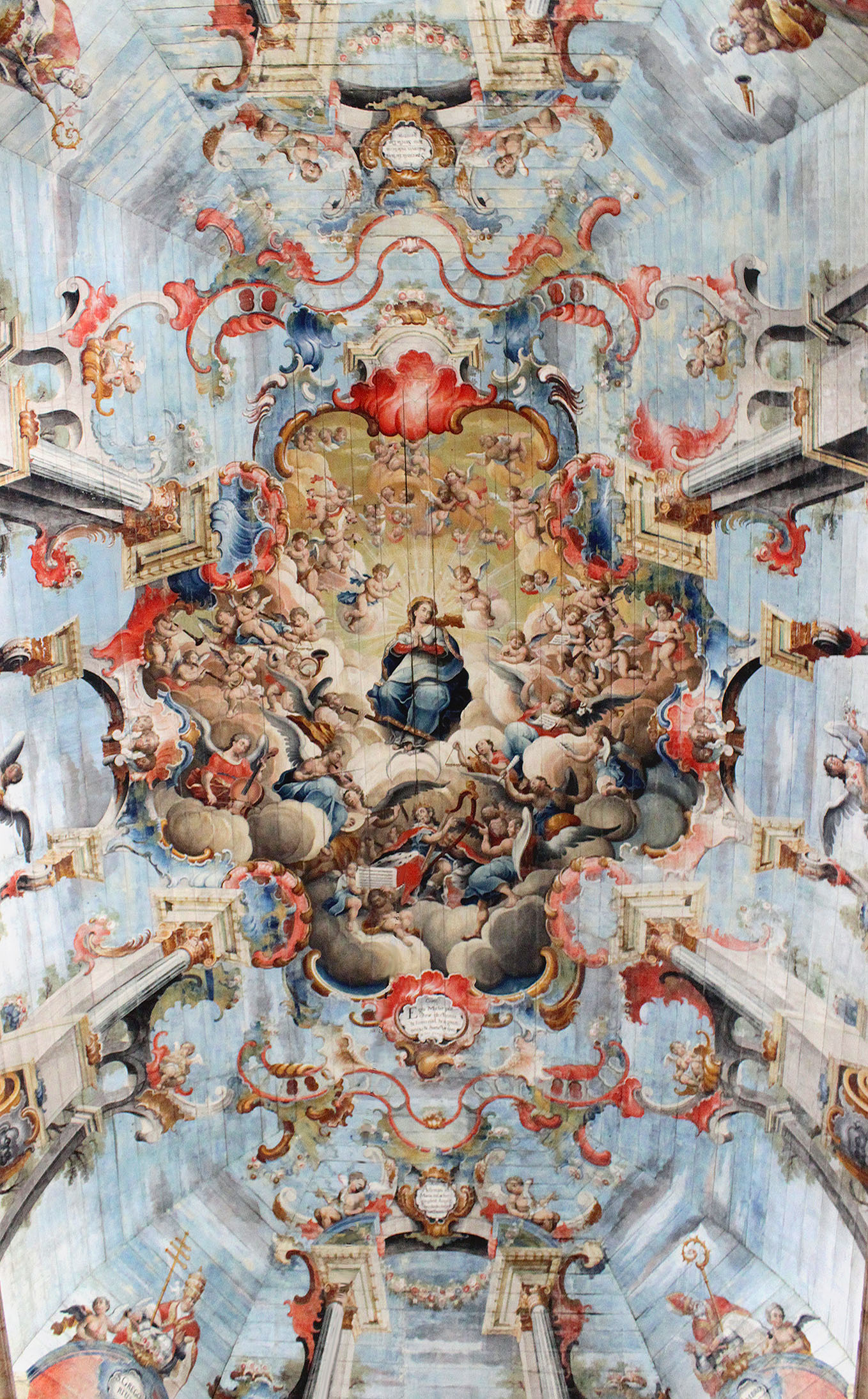
Местре Атаіде «Прославлення Богоматері серед ангелів-музикантів».

Церква Святого Франциска Ассізького ( порт. Igreja de São Francisco de Assis   ) — католицька церква в стилі рококо в Ору-Прету, Бразилія. Церква внесена до Списку всесвітньої спадщини ЮНЕСКО. Це одне з семи чудес світу португальського походження.

## Історія спорудження
Будівництво церкви розпочалося в 1766 році за проєктом бразильського архітектора і скульптора Антоніо Франциско Лісбоа, також відомого як Алейжадіньо.  Лісбоа —  скульптор і архітектор, роботи якого в основному складаються з католицьких церков і скульптур релігійних діячів. Він спланував структуру церкви і різьблені прикраси в інтер’єрі, які були закінчені лише наприкінці 19 століття.

## Особливості архітектури
Круглі дзвіниці та окулус, закритий рельєфом, були оригінальними рисами релігійної архітектури в Бразилії. Фасад має єдині вхідні двері під фронтисписом з мильного каменю під рельєфом із зображенням святого Франциска, який отримує стигмати. Інтер'єр прикрашений  дерев'яними виробами, статуями і картинами, а на стелі зображено картину Мануеля да Коста Атаіде І Лісабон, і Мінас-Жерайс відомі своєю архітектурою в стилі рококо. Цей архітектурний стиль  вишуканий, зустрічається в церквах, побудованих у вісімнадцятому столітті, з різними стилістичними відмінностями залежно від впливу різних європейських країн. Поряд із цими складно деталізованими структурами є барокові картини та скульптури. Церква Святого Франциска Ассізького дотримується загальних елементів рококо. Наявні  позолочене різьблення і горельєфи по всій каплиц. Цікавий  фасад  і фронтиспис  з мильного каменю. Відповідно до архітектурного стилю церква також містить колоніальні розписи рококо Местре Атаіде. Серед картин найвизначніша робота Атаіде на стелі каплиці -«Прославлення Богоматері серед ангелів-музикантів». Там зображена Марія в оточенні ангелів з різними музичними інструментами.

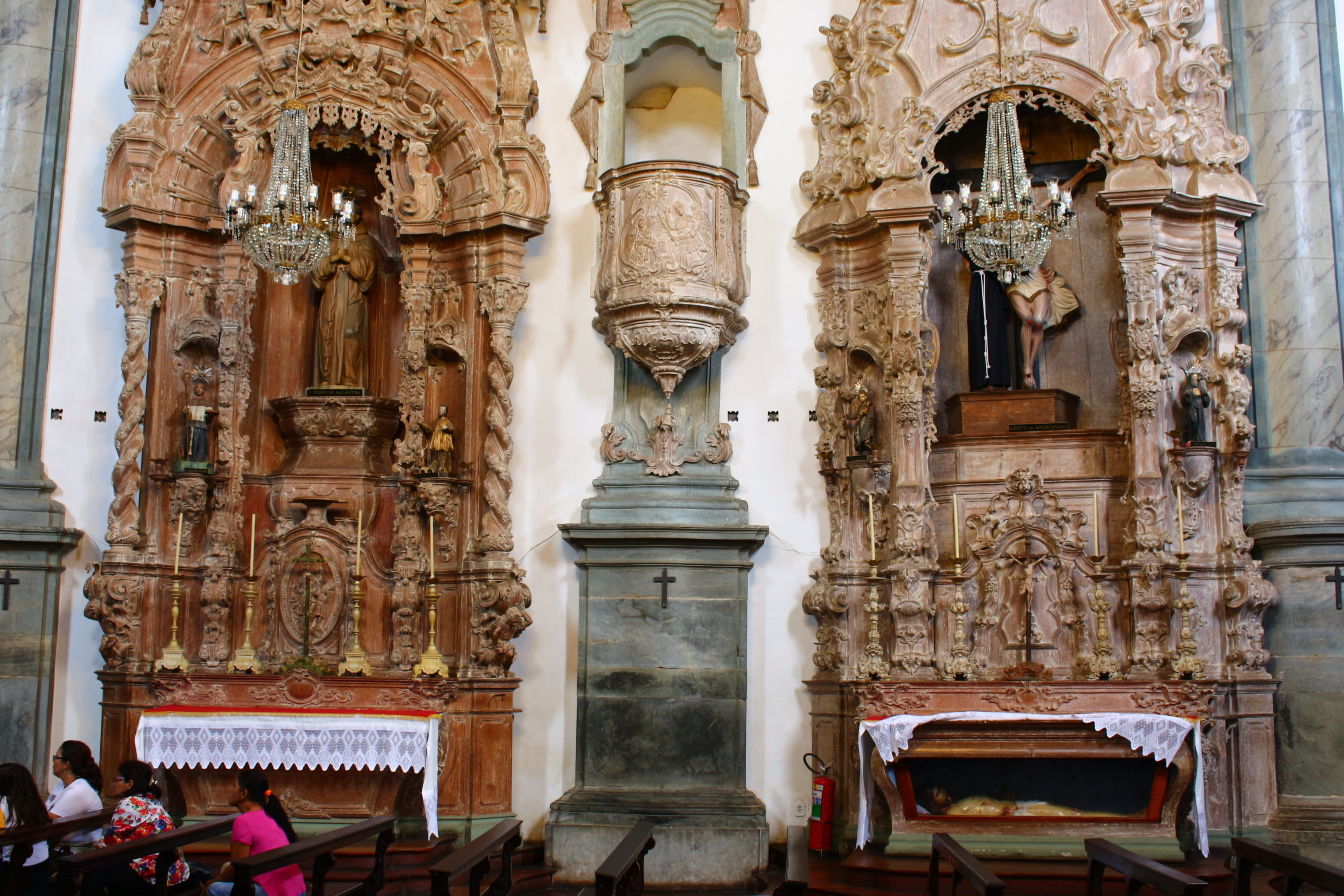
Скульптури обабіч головної каплиці

## Історичне значення
Церква знаходиться в місті Ору-Прету в штаті Мінас-Жерайс, Бразилія  Архітектурний стиль із   складним дизайном і великим використанням золота демонструє багатство, отримане від видобутку золота у вісімнадцятому столітті.Ору-Прету є об’єктом Всесвітньої спадщини Організації Об’єднаних Націй з питань освіти, науки та культури ( ЮНЕСКО ) і згадується як приклад архітектури бароко. Церква Св. Франциска Ассізького має витвори мистецтва всередині церкви, які є  прикладами стилю відродження бароко (також відомого як рококо або пізнє бароко).

## Святкування Страсного тижня
Церква Святого Франциска Ассізького, як і всі церкви в колишніх шахтарських містах на півдні Бразилії, є центром святкування Страсного тижня. Як зазначає соціальний антрополог Сузел Ана Рейлі (доктор філософії, Університет Сан-Паулу) у своєму дослідженні епохи бароко та місцевої ідентичності:
«Страсний тиждень є головною подією щорічного релігійного календаря. Він розігрується за дуже театральним, «бароковим» шаблоном, який розвинувся в колоніальний період, і його рухом є хоровий репертуар, який зосереджується на творах провідних колоніальних композиторів  Завдяки святкуванням населення міста повертається в епоху видобутку золота, славетну епоху значного багатства, і сила цього досвіду була центральною у визначенні місцевої ідентичності з точки зору спадщини золота».
Рейлі показує, як це зближення історичної свідомості та релігійності через процесії та святкування оновлює місцеве бачення економічного процвітання. Святкування Страсного тижня тривають і сьогодні, тисячі людей беруть участь у процесіях, музиці та вишуканому оздобленні міста.